# Altiplà (Múrcia)
L'Altiplà és la comarca més septentrional de la Regió de Múrcia, formada pels municipis de Jumella i Iecla. Limita a l'est amb l'Alt Vinalopó i el Vinalopó Mitjà (País Valencià); al sud amb les comarques murcianes de l'Oriental i l'Alt Segura; i al nord amb Altiplà d'Almansa i l'oest amb Los Campos de Hellín, totes dues a Castella-La Manxa.
És un territori inhòspit en gran part de la seva extensió, amb una elevada altitud mitjana.
| \| Municipi \| Població \| Extensió \| Densitat \| \| Iecla \| 32.988 \| 607,7 \| 54,30 \| \| Jumella \| 23.958 \| 972,4 \| 24,68 \| \| Total \| 56.966 \| 1.580,1 \| 36,07 \| |          |          |          |
| Municipi | Població | Extensió | Densitat |
| Iecla | 32.988   | 607,7    | 54,30    |
| Jumella | 23.958   | 972,4    | 24,68    |
| Total | 56.966   | 1.580,1  | 36,07    |

Aquesta comarca presenta un interessant mestissatge de la cultura valenciana, murciana i una mica de la manxega en la gastronomia. És coneguda pels seus excel·lents vins amb denominació d'origen en ambdues localitats. La ciutat de Iecla té a més un important teixit industrial en el qual sobresurt especialment el sector del moble.
Es parla valencià en els nuclis del Carxe, donada la proximitat de les Valls del Vinalopó. De majoria castellanoparlant, actualment i per part de l'ajuntament de Iecla, s'està portant a terme una lenta recuperació de la llengua catalana en la zona del Carxe, a través de cursos portats a terme per l'ajuntament i oberts als més de 30.000 habitants del municipi ieclà.